# Acer velutinum
Espèce
Classification phylogénétique
Acer velutinum, ou Érable d'Asie, est une espèce de plantes du genre des érables et de la famille des acéracées.